# Medve-tó
A Medve-tó (románul: Lacul Ursu) egy sós vízű tó a romániai Maros megyében, Erdélyben. 1875-ben keletkezett Szováta város mellett egy sókarszton. A világ legnagyobb heliotermikus tava.
Sótartalma a felszínen 100 g/l, mélyebben 220-300 g/l. Vize a helioterm jelenség következtében 35°C-ra is felmelegszik 2 méter mélységig; de a tó kialakulásakor legmelegebb rétegében 80°C-ot is mértek. Hőmérséklete a beömlő édesvíz és a fürdőzők miatt csökkent. A tó vizét a múlt század óta használják a meddőség gyógyítására, de ajánlják különböző reumatikus és gyulladásos betegségek kezelésére is.

## Keletkezése
A korábban Pálné gödre néven ismert területen 1875. május 27-én délelőtt 11 órakor kitört zápor hatására jött létre a tó. Mai formáját a meder változásai és a folyamatos feltöltődés hatására 1881-re érte el.

## Nevének eredete
A tóban rejlő lehetőségekre először Sófalvi Illyés Lajos földbirtokos figyelt fel, aki 1900-ban hivatalosan megalapította Felső-Szovátát. Ennek okán a Medve-tavat először Illyés-tónak nevezték. Az 1902-es fürdőkalauz már “Illyés-féle Medve-tavat” említ, csak később, 1910 után hívták Medve-tónak, kiterített medvebőrre hasonlító alakja miatt. A tónak van egy legendája is, miszerint egy tündérlány viszonzatlan szerelme miatt jött létre, amely szerelmet egy pásztorlegény iránt érzett.

## A nem zavart vízrétegek jellemzői
| Vízmélység (m) | Vízhőmérséklet (°C) | Sótartalom (%) | Sűrűség (g/cm³) |
| -------------- | ------------------- | -------------- | --------------- |
| 0              | 21                  | 0              | 1               |
| 0,42           | 39                  | 18             | 1,155           |
| 0,52           | 45                  | 23             | 1,176           |
| 1,32           | 56                  | 24             | 1,188           |
| 2,82           | 40                  | 25             | 1,196           |
| 5,32           | 30                  | 25             | 1,196           |